# 70
 Тази статия е за 70-ата година от новата ера.  За числото 70 вижте 70 (число).  

## Събития
- Битка за Ерусалим

## Родени
- Публий Аний Флор, римски историк